# مسجد كازا فيرونا
مسجد كازا فيرونا هو مسجد في منطقة موثيالبت جورجتاون مدينة في مدينة تشيناي إلى الجنوب الشرقي من الهند , يعد المسجد واحد من أقدم المساجد في المدينة , وقد شيد من قبل شخص اسمه كازا فيرونا يعمل في شركة الهند الشرقية البريطانية .

## التاريخ
كازا فيرونا أو كاسي فيارنا هو تاجر هندوسي من مدراس (مدينة تشيناي) وهو من الذين كانوا يتاجرون مع سلطنة غولكوندا , وكان قريبا جدا من سلاطين غولكوندا حتى أنهم أعطوه اسم مسلم وقد اسموه حسن خان , وقد بني المسجد في أرض كان يمتلكها استراها قبل وفاته وذلك عام 1680 .